# Entengasse 4 (Dillingen an der Donau)

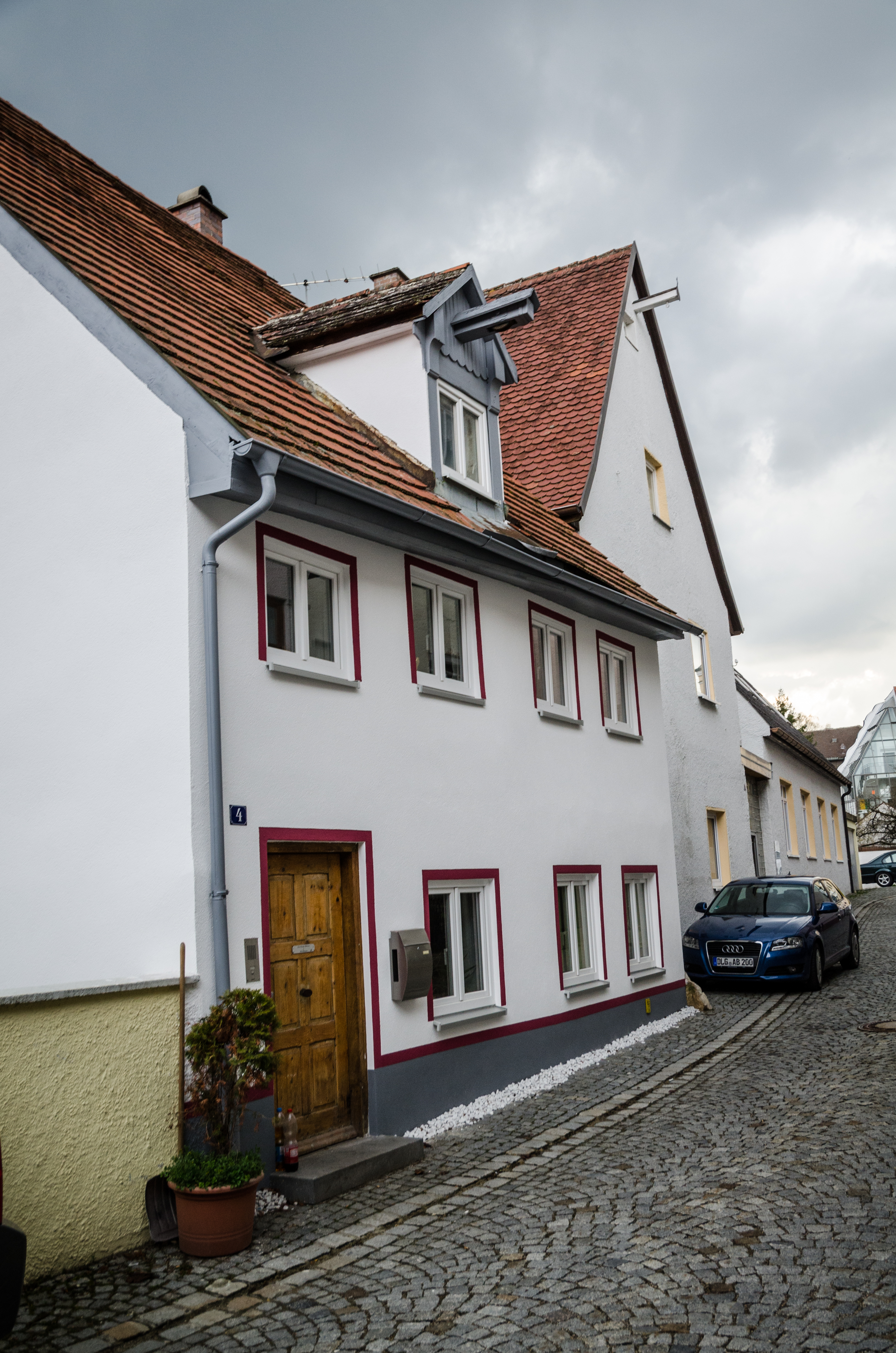
Wohnhaus Entengasse 4 in Dillingen an der Donau

Das Gebäude Entengasse 4 in Dillingen an der Donau, der Kreisstadt des Landkreises Dillingen an der Donau im Regierungsbezirk Schwaben in Bayern, wurde im 17./18. Jahrhundert errichtet. Das kleine Wohnhaus ist ein geschütztes Baudenkmal.
Das zweigeschossige Traufseithaus mit Satteldach und Kastengesims unter dem Dachansatz hat einen verputzten Fachwerkgiebel. Der Eingang mit Holztür ist seitlich. 
Das Zwerchhaus hat noch seinen Kranbalken über der ehemaligen Ladeluke.